# Бандо (Ібаракі)

36°2′54″ пн. ш. 139°53′20″ сх. д. / 36.04833° пн. ш. 139.88889° сх. д.
Бандо́ (яп. 坂東市, ばんどうし, МФА: [bandoː ɕi̥]) — місто в Японії, в префектурі Ібаракі.

## Короткі відомості
Розташоване в південно-західній частині префектури, у середній течії річки Тоне. В середньовіччі було базою самурайських повстанців під проводом напівлегендарного Тайри Масакадо. Виникло на основі сільських поселень раннього нового часу, що займалися вирощуванням сасімського чаю та тютюну. Засноване 22 березня 2005 року шляхом об'єднання міста Івай з містечком Сасіма. Основою економіки є лісообробна і харчова промисловості, виробництво електротоварів та скла. В місті щороку проходить листопадовий фестиваль, присвячений Тайрі Масакадо. Станом на 1 жовтня 2007 площа міста становила 123,18 км². Станом на 1 серпня 2008 населення міста становило 56 963 осіб.